# Jakub Niecwietow
Jakub Niecwietow (ur. 1802 na wyspie Atka, zm. 26 czerwca 1864 w Sitce) – rosyjski kapłan prawosławny. Prowadził działalność misyjną wśród autochtonicznych mieszkańców Alaski. Święty prawosławny.

## Życiorys
Jakub (Jakow) Igoriewicz Niecwietow urodził się w rodzinie Rosjanina z Tobolska, pracownika Towarzystwa Rosyjsko-Amerykańskiego, i Marii Aleksiejewej, rdzennej Amerykanki z Atki. Ukończył studia teologiczne w Irkucku, po czym wrócił do Ameryki i ożenił się z Rosjanką o imieniu Anna Simieonowna. Rok później przyjął święcenia diakońskie, a następnie kapłańskie i został skierowany do pracy w parafii św. Mikołaja w Atce. Był pierwszym kapłanem prawosławnym, który urodził się na kontynencie amerykańskim.
Jako proboszcz ks. Niecwietow kontynuował na obszarze Wysp Andrejanowa działalność misyjną zainicjowaną przez Rosyjski Kościół Prawosławny. Założył również szkołę parafialną, w której wykładał język rosyjski. Przetłumaczył tekst Biblii na język aleucki, zaś razem z innym późniejszym świętym Innocentym z Alaski opracował alfabet dla tego języka. Po piętnastu latach pracy duszpasterskiej na Atce otrzymał godność protojereja i został odznaczony Orderem Świętej Anny.
W 1836 zmarła jego żona. Pragnął wówczas udać się do Irkucka i wstąpić do monasteru, jednak nie otrzymał zgody biskupa na wyjazd, jeśli nie znajdzie następcy na swoje stanowisko proboszcza. W związku z tym ks. Niecwietow. Pozostał w związku z tym na Alasce i w 1844 został wyznaczony do podjęcia pracy misyjnej w delcie Jukonu i Kuskokwin. W związku z trudnymi warunkami w nowym miejscu zamieszkania kapłan szybko podupadł na zdrowiu. Mimo tego w dalszym ciągu uczył się miejscowych języków i dialektów i założył centrum misyjne w wiosce plemienia jupik (dzisiejsza miejscowość Russian Mission). Kilkakrotnie prosił biskupa o przysłanie do centrum dodatkowych misjonarzy, jednak mnisi, jacy przybywali na jego prośbę, okazali się niezdatni do pracy misyjnej (jeden z nich okazał się być chory psychicznie, inny zaś zaatakował ks. Niecwietowa siekierą).
W ciągu swojej pracy misyjnej ochrzcił ok. 1320 autochtonów.
W 1862, ze względu na słaby stan zdrowia, został przeniesiony jako proboszcz parafii przy soborze w Sitce, po czym pracował w kaplicy Trójcy Świętej w tym samym mieście, gdzie odprawiane były nabożeństwa w języku tlingit. W ostatnich latach życia był niemal całkowicie niewidomy. Zmarł w 1864 w Sitce.

## Kanonizacja
Został kanonizowany przez Synod Biskupów Kościoła Prawosławnego w Ameryce w soborze św. Innocentego z Alaski w Anchorage 15 października 1994. Ze względu na prowadzoną pracę misyjną otrzymał tytuł Oświeciciela Ludów Alaski.